# Comté de Harnett
Le comté de Harnett est un comté de la Caroline du Nord.

## Communautés

### City
- Dunn

### Towns
- Angier
- Coats
- Erwin
- Lillington (siège)

### Census-designated place
- Buies Creek

## Démographie
| 1860  | 1870  | 1880   | 1890   | 1900   | 1910   |
| ----- | ----- | ------ | ------ | ------ | ------ |
| 8 039 | 8 895 | 10 862 | 13 700 | 15 988 | 22 174 |

| 1920   | 1930   | 1940   | 1950   | 1960   | 1970   |
| ------ | ------ | ------ | ------ | ------ | ------ |
| 28 313 | 37 911 | 44 239 | 47 605 | 48 236 | 49 667 |

| 1980   | 1990   | 2000   | 2010    | - | - |
| ------ | ------ | ------ | ------- | - | - |
| 59 570 | 67 822 | 91 025 | 114 678 | - | - |